# Boryslaw
Boryslaw (ukrainisch Борислав; russisch Борислав Borislaw, polnisch Borysław, deutsch auch Borislau) ist eine ukrainische Stadt mit etwas mehr als 38.000 Einwohnern. Sie liegt in der Oblast Lwiw und befindet sich südlich der Oblasthauptstadt Lwiw. Die nächstgrößere Stadt ist Drohobytsch.
Zur Stadt gehörte bis 2020 noch die südwestlich gelegene Siedlung städtischen Typs Schidnyzja. Am 12. Juni 2020 wurde die Stadt zum Zentrum der neu gegründeten Stadtgemeinde Boryslaw (Бориславська міська громада/Boryslawska miska hromada). Zu dieser zählen auch die 6 in der untenstehenden Tabelle aufgelistetenen Dörfer; die Siedlung städtischen Typs Schidnyzja wurde ein Teil der eigenständigen Siedlungsgemeinde Schidnyzja.
Folgende Orte sind neben dem Hauptort Boryslaw Teil der Gemeinde:
| Name                     | Name           | Name                                | Name            |
| ukrainisch transkribiert | ukrainisch     | russisch                            | polnisch        |
| ------------------------ | -------------- | ----------------------------------- | --------------- |
| Jassenyzja-Silna         | Ясениця-Сільна | Ясеница-Сольная (Jasseniza-Solnaja) | Jasienica Solna |
| Mokrjany                 | Мокряни        | Мокряны                             | Mokrzany        |
| Pidmonastyrok            | Підмонастирок  | Подмонастырёк (Podmonstyrjok)       | Podmanasterek   |
| Popeli                   | Попелі         | Попели                              | Popiele         |
| Urisch                   | Уріж           | Урож (Urosch)                       | Uroż            |
| Wynnyky                  | Винники        | Винники (Winniki)                   | Winniki         |

1930 wurden die bis dahin selbstständigen Dörfer Bania Kotowska (ukrainisch Баня Котівська Banja Kotiwska), Hubicze (ukrainisch Губичі Hubytschi), Mraźnica (ukrainisch Мразниця Mrasnyzja) und Tustanowice (ukrainisch Тустановичі Tustanowytschi) eingemeindet.

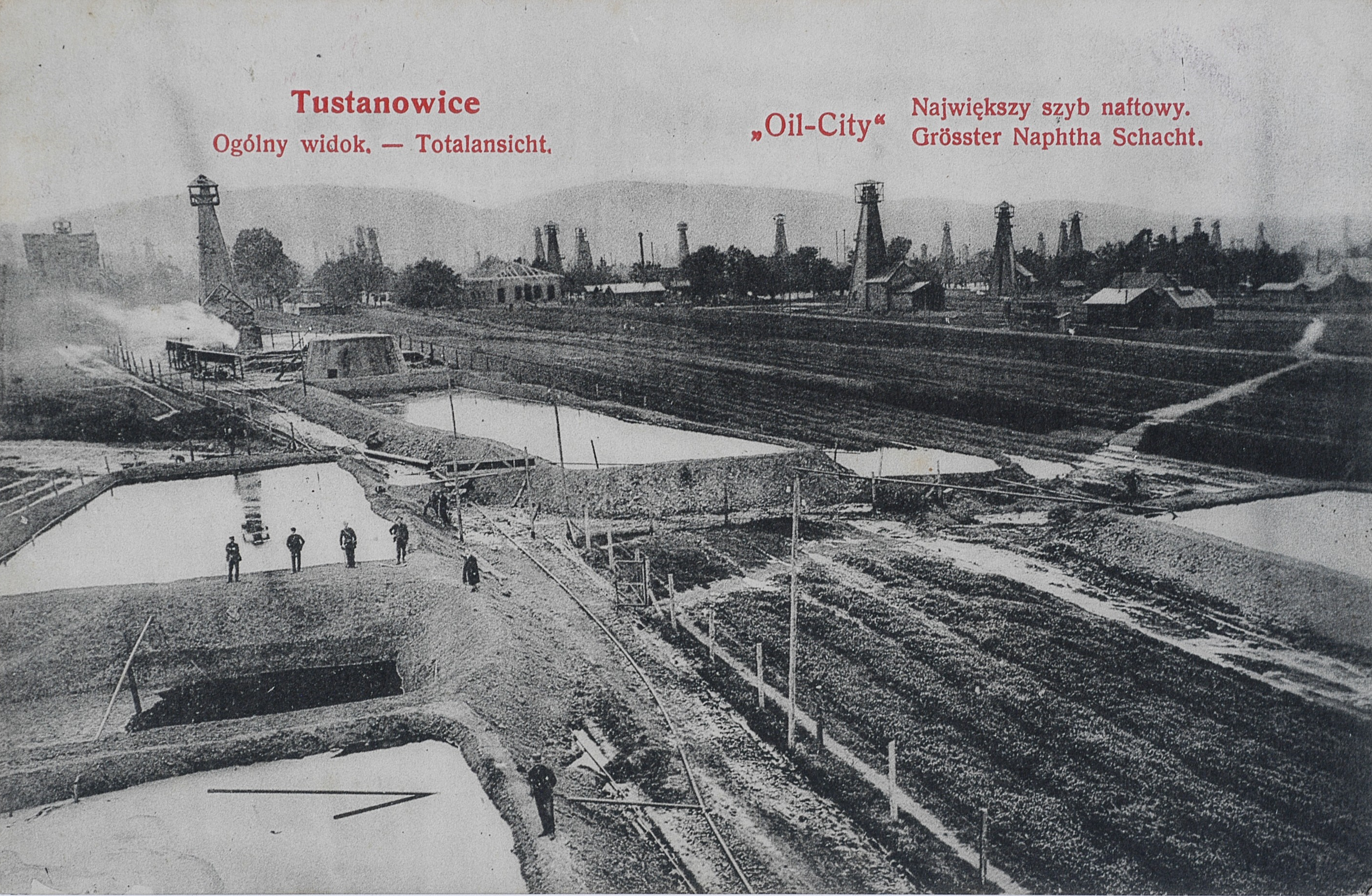
„Oil City“ in Tustanowice

## Erdöl

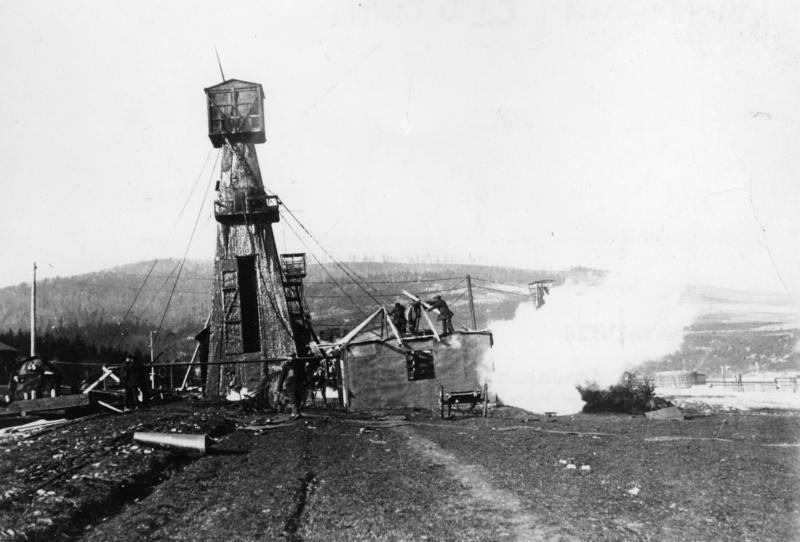
Bohrtürme auf den Ölfeldern von Boryslaw, 1909

Boryslaw erlangte in der zweiten Hälfte des 19. Jahrhunderts weitreichende Bekanntheit als eines der damals weltweit bedeutendsten Zentren der Erdölförderung. Das Karpatenvorland weist zahlreiche Stellen auf, an denen Erdölvorkommen bis nahe an die Erdoberfläche reichen. Die kommerzielle Ölgewinnung aus händisch gegrabenen Sickergruben ist seit dem 16. Jahrhundert überliefert. Das Naphtha bzw. Erdnaphtha, wie man das Sickeröl damals nannte, gelangte als Schmiermittel und Arzneimittel in weite Teile Europas.
Diese Rohstoffbasis bewog den Apotheker Ignacy Łukasiewicz 1853 dazu, eine Petroleumlampe zu entwickeln. Auf der Suche nach Bezugsquellen für den dazu erforderlichen Brennstoff entstand 1854 das erste Ölbergwerk in Bóbrka südlich von Krosno. Damit wurde ein Ölboom an verschiedenen Stellen in der Karpatenregion ausgelöst, in dessen Folge beispielsweise allein zwischen 1860 und 1865 in und um Boryslaw herum rund 4000 händisch gegrabene Schächte zur Gewinnung von Erdöl und Erdwachs (Ozokerit) entstanden. Das Erdöl konnte ab 1861 mit der Bahn nach Wien transportiert werden, wo in einer 1860 errichteten Raffinerie die Verarbeitung hauptsächlich zu Leuchtpetroleum und Schmierstoffen erfolgte.
Mit zunehmender Tiefe der erschlossenen Vorkommen löste etwa um 1865 die Tiefbohrtechnik den bisherigen Schachtbau ab. Schon bald wurden Bohrungen bis in Tiefen von 1500 m getrieben. Die Ölförderung in Galizien erreichte 1912 mit fast 3 Millionen Tonnen ihren Höhepunkt. Davon kam der Großteil aus der Region Boryslaw. Durch die übermäßige Ausbeutung der Vorkommen vor dem Ersten Weltkrieg konnten jedoch später nie wieder die Vorkriegs-Produktionsziffern erreicht werden. Im Krieg waren 1914/15 die Förderanlagen schwer in Mitleidenschaft gezogen worden. Auch heute wird im Stadtgebiet von Boryslaw noch in geringem Umfang Erdöl gefördert.

## Persönlichkeiten
- Emil Müller, Pseudonym auch: E. Sturmheim (1886–1952), Schriftsteller, Antifaschist, politischer Aktivist für Österreich
- Alois Rothenberg (1889–1946), Mineralölhändler und Zionist
- Mignon Langnas (1903–1949), Krankenschwester im jüdischen Kinderspital in Wien, Überlebende des Holocaust
- Berthold Beitz (1913–2013), kaufmännischer Leiter von Fabriken in Boryslaw während der deutschen Besetzung der Ukraine von 1941 bis 1944. Er rettete hunderte ortsansässige Juden vor dem Holocaust
- Wira Wowk  (1926–2022), Schriftstellerin,  Übersetzerin und Wissenschaftlerin
- Sabina Wolanski (1927–2011), jüdische Überlebende des Holocaust
- Józef Lipman (* 1931), emeritierter Professor für Petrochemie, jüdischer Überlebender des Holocaust
- Schewach Weiss (1935–2023), polnisch-israelischer Politiker, Diplomat, Hochschullehrer und Autor
- Vladyslav Negrebetsky (1923–1978), polnischer Film- und Theaterregisseur, Drehbuchautor, Comicautor, Cartoonist, Designer